# Femme au tournesol
Femme au tournesol – en anglais Woman with a Sunflower – est un tableau réalisé vers 1905 par la peintre américaine Mary Cassatt et conservé depuis 1963 à la National Gallery of Art, à Washington.

## Histoire
Femme au tournesol fait partie des nombreuses peintures de Mary Cassatt qui sont exposées en 1915, lors d'une exposition qui a permis de récolter des fonds pour la campagne pour le droit de vote des femmes aux États-Unis. Cette exposition a lieu à la Galerie Knoedler à New York, organisée par Louisine Havemeyer. Les droits d'entrée et la vente des brochures aident Louisine Havemeyer à fonder le Woman Suffrage Campaign Fund.

## Description et analyse
Mary Cassatt est connue pour ses peintures mettant en scène des mères et des enfants, thème représenté dans ce tableau. Femme au tournesol représente une femme et une petite fille qui regardent toutes deux dans un petit miroir circulaire le reflet de l'enfant. La femme est assise dans un fauteuil vert tenant de la main droite un face-à-main ; l'enfant nu est installé sur ses genoux, sur sa robe verte ornée d'un tournesol. La tenue lumineuse de la mère attire l'attention sur la nudité de l'enfant, qui symbolise l'innocence. La mère et l'enfant sont connectées ensemble par leurs gestes de la main et leurs regards vers le miroir. Un grand miroir en fond à gauche reflète la scène au premier plan. Ainsi, deux miroirs sont représentés dans le tableau, créant un agencement d'images dans des images, mettant en évidence le point central du tableau, à savoir l'identité féminine en développement de la jeune fille avec l'aide et les soins de l'une influence de sa mère.

## Symbolique du tournesol

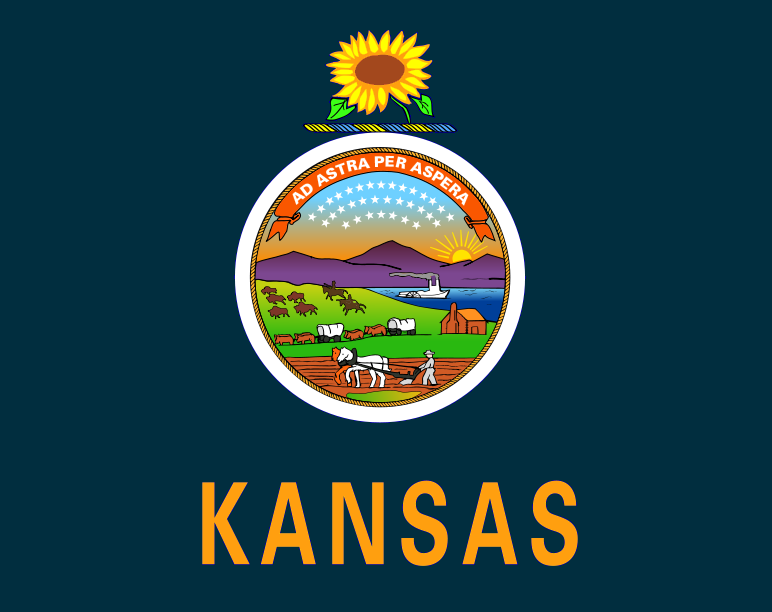
Drapeau du Kansas.

Le tournesol représenté dans le tableau, fleur de l'État du Kansas, est également un symbole du mouvement pour le droit de vote des femmes. Les suffragettes Elizabeth Cady Stanton et Susan B. Anthony ont encouragé l'utilisation du tournesol en portant des broches avec un tournesol lors de leur campagne pour le droit de vote en 1867 au Kansas. Tout au long du XXe siècle, la couleur jaune a été utilisée pour symboliser le mouvement pour le droit de vote des femmes.